# Greifenstein
Greifenstein é um município da Alemanha, situado no distrito de Lahn-Dill, no estado de Hesse. Tem 67,43 km² de área, e sua população em 2019 foi estimada em 6.566 habitantes.